# Ferry André de la Porte
Ferry André de la Porte (Amsterdam, 26 januari 1950) is een Nederlandse fotograaf. Hij woont en werkt in Amsterdam.

## Levensloop
Leonard Louis Ferdinand (Ferry) André de la Porte is de jongste van twee zonen van Ine van Leusden (edelsmid) en Joop (Johan Hendrik) André de la Porte (architect). Zijn grootvader van moederskant was de surrealistische kunstenaar Willem van Leusden, zijn grootvader van vaderskant, naar wie hij is vernoemd, was bankier. 
Na zijn eindexamen HAVO was Ferry André de la Porte enige tijd assistent van popfotograaf Gijsbert Hanekroot.
In New York raakte hij bevriend met de Nul-kunstenaar Jan Henderikse en liep hij een tijdje mee met de beroemde reclamefotograaf Ryszard Horowitz.
Terug in Nederland kwam André de la Porte in de leer bij fotograaf Philip Mechanicus, die hem zijn 'tovenaarsleerling' noemde. Hij maakte intensief kennis met Mechanicus' visie op fotografie. Hun samenwerking resulteerde in een vriendschap die zeventien jaar duurde. Toen in 1978 bij een diefstal alle apparatuur was gestolen uit hun studio op Singel 514 in Amsterdam, zocht André de la Porte een nieuwe werkplaats en verhuisde Mechanicus met hem mee naar diens studio's op Prinsengracht 701, Prinsengracht 360 en ten slotte Leidsestraat 78 in Amsterdam. Het laatste adres is het geboortehuis van Ferry André de la Porte, waar hij nog steeds werkzaam is. Hij woont (en werkt soms) samen met (kunst)historica Marion Peters.

## Ontwikkeling als fotograaf
Naast Philip Mechanicus was grafisch vormgever Pieter Brattinga van grote invloed op Ferry André de la Porte. Brattinga was meer dan een kwart eeuw een van zijn voornaamste opdrachtgevers. De affiches die hij samen met Brattinga tussen 1978 en 1988 voor het het Kröller-Müllermuseum maakte, verschafte hem een nieuwe manier van kijken. Onderwerpen dienen helder in beeld te worden gebracht. Er moet letterlijk voldoende ruimte zijn voor vormgever en tekstschrijver.
Dankzij Brattinga ook werd André de la Porte de vaste huisfotograaf van Dick Bruna en het door Brattinga opgezette bedrijf Mercis-Bruna.
Als freelancer is Ferry André de la Porte vooral actief op het gebied van de journalistieke fotografie, de reproductie- en productfotografie, bedrijfsreportages en portretfotografie. Hij fotografeerde o.a. voor De Tijd, het oorspronkelijke Hollands Diep, Skoop (over film) en Quote. Daarnaast versloeg hij popconcerten, maakte hij werkopnamen en stills van Nederlandse speelfilms, portretteerde hij schrijvers en beeldend kunstenaars, verzorgde hij de fotografie voor tientallen catalogi en affiches en leverde hij foto's voor boekomslagen, cd- en platenhoezen.
Niettemin wordt een groot deel van het werk van Ferry André de la Porte bepaald door de vrije fotografie. Met zijn partner historica Marion Peters bereisde hij Azië, waar hij onder meer het Nederlands erfgoed vastlegde. Dit resulteerde in een tentoonstelling voor het Rijksmuseum en het boek In steen geschreven (2002), waarvoor beiden in 2003 de Van Linschotenprijs ontvingen. Zijn voorkeur voor grafmonumenten bleek in 2000 ook al in een ander project over laatste rustplaatsen, de literaire dodenkalender Alleen de dood is tussen u en mij.
Ferry André de la Portes stijl van fotograferen is klassiek, bij voorkeur in zwart-wit en met een Hasselblad met een standaard 80mm-lens. Hij houdt niet van manipulatie en maakt uit principe gebruik van het hele negatief. Zijn credo is: 'Een uitsnede maak je tijdens het fotograferen en niet in de donkere kamer.'
Overig:
- Miniatuurmuseum Reflex (1992)

Affiches (selectie):
- Panamarenko, Rijksmuseum Kröller-Müller, Otterlo (1978)
- Claes Oldenburg, Rijksmuseum Kröller-Müller, Otterlo (1979)
- Vincent van Gogh, Rijksmuseum Kröller-Müller, Otterlo (1984)
- André Volten, Rijksmuseum Kröller-Müller, Otterlo (1985)
- Wessel Couzijn, Rijksmuseum Kröller-Müller, Otterlo (1986)
- Henry Van de Velde, Rijksmuseum Kröller-Müller, Otterlo (1988)
- Holland Festival, Amsterdam 1990
- Jan Cremer, Rijksmuseum Twente, Enschede (1990)

Opdrachten
- Monumentale Opdracht Nederlandse Omroep-Zendermaatschappij Lopik i.s.m. Mary Schoonheyt (1972)
- Documentaire Opdracht Rijksmuseum 'Oog voor Kunst' (1988)

## Werk in openbare collecties (selectie)
- Foam Fotografiemuseum Amsterdam
- Museum of Modern Art (MoMa), New York
- Prentenkabinet Universiteit Leiden
- Rijksmuseum Amsterdam[1]
- Stedelijk Museum, Amsterdam

## Tentoonstellingen (selectie)
- Solotentoonstelling Circustheater, Scheveningen: Herman van Veen (1979)
- Solotentoonstelling Bimhuis, Amsterdam (1980)
- Solotentoonstelling Galerie Bouma, Amsterdam (1980)
- Met Philip Mechanicus. Perspectief, Rotterdam (1981)
- Solotentoonstelling Mazzo, Amsterdam: Dia's van geportretteerde bezoekers (1982)
- Met Jan Henderikse. Galerie Black Cat, Rotterdam: Broadway Project (1984)
- Solotentoonstelling John Dogg Gallery, New York (1985)
- Solotentoonstellingen Sociëteit De Kring, Amsterdam (1987, 1990, 1998, 2007, 2010)
- Met Oscar van Alphen en Nick Sinclair. Rijksmuseum, Amsterdam: Oog voor Kunst (1988)
- Solotentoonstelling Stichting Fonds voor de Beeldende Kunsten, Vormgeving en Bouwkunst, Amsterdam: Openingstentoonstelling (1988)
- Solotentoonstelling Centrum voor Beroepsedukatie, Amsterdam (1990)
- Groepstentoonstelling Waterlooplein, Amsterdam: 45 jaar bevrijd, 45 jaar vrijheid (1990)
- Solotentoonstelling Stichting Ultima Thule, Amsterdam (1991)
- Groepstentoonstelling Nederlands Openluchtmuseum, Arnhem: Leven in Nederland, 20 jaar fotografie in opdracht (1994)
- Solotentoonstelling Suzan Biederberg Gallery, Amsterdam (1994, 1998)
- Solotentoonstelling Kunst RAI, Suzan Biederberg Gallery, Amsterdam (1995)
- Kunsthandel Van der Have, Amsterdam: Stills van de film van Ramon Gieling en Olga Madsen Assefeest (1982)
- Solotentoonstelling Rijksmuseum, Amsterdam: Foto's uit verre landen (2002)
- Met Jaap Bijsterbosch, Hooghuis, Doel (Vlaanderen): Doel spreekt op Allerzielen (2008)